# Romeo und Julia (Musical)
Roméo et Juliette, de la Haine à l’Amour ist das bisher erfolgreichste Musical in französischer Sprache. Text und Musik stammen von Gérard Presgurvic. Seit der Premiere am 19. Januar 2001 in Paris ist das Musical von mehr als sechs Millionen Menschen auf der ganzen Welt gesehen worden. Zunächst wurde das Musical in Frankreich selbst zum großen Erfolg; daraufhin folgten Produktionen in Kanada, Russland und mehreren europäischen Städten. Die deutschsprachige Uraufführung fand am 24. Februar 2005 in Wien im Raimund Theater statt. Produktionen in Italien, Polen, Portugal, Spanien, China, Japan und Korea sollen folgen.

## Inhalt
Dieses Musical zeigt im Wesentlichen erneut Shakespeares klassische Geschichte von Romeo und Julia mit nur sehr feinen Unterschieden. Die Produktionen in den verschiedenen Ländern sind eigenständig und unterscheiden sich sowohl im Inhalt als auch in den musikalischen Arrangements. Lord Montague wird beispielsweise nur in der britischen Variante dargestellt. Bei den Variationen der Franzosen, Belgier, Niederländer und Russen wird der personifizierte Tod als zusätzliche Rolle eingeführt, in der französischen Ursprungsversion auch ein Dichter, der für dramatische Effekte sorgt. Auch die Dame Capulet hat eine größere Rolle als bei Shakespeare, meistens jedoch hört man nur ihre Stimme aus dem Hintergrund.
Akt 1
In der Eröffnungssequenz (Prolog/Verona) beschreibt der Fürst, unterstützt vom Ensemble, eindringlich die lange Fehde zwischen den Montagues und den Capulets, die Auswirkungen auf die ganze Stadt hat. Er beschließt, die Straßenkämpfe ab sofort unter Androhung der Todesstrafe zu verbieten. Lady Capulet und Lady Montague lamentieren, jede für sich, über den Hass und die Gewalt, die in der Stadt herrscht (Der Hass). Romeo, der einzige Sohn der Montagues, und Julia, die Tochter der Capulets, träumen hingegen sehnsüchtig von der Liebe (Einmal).
Bei den Capulets herrscht große Aufregung: am Abend soll ein Ball stattfinden und der Edelmann Paris hat um Julias Hand angehalten (Der Heiratsantrag / Freu dich auf die Hochzeit). In Verona "tollt" Romeo mit seinen besten Freunden Mercutio und Benvolio durch die Straßen (Herrscher der Welt). Wieder allein, beschreibt Romeo eine undefinierbare Furcht, die ihn beherrscht und die er doch nicht benennen kann (Die Angst). Um ihn etwas aufzuheitern, überreden Mercutio und Benvolio ihn, sich mit ihnen bei dem Ball der Capulets einzuschleichen (Der Ball 1). Als Romeo und Julia sich zum ersten Mal sehen, verlieben sie sich ineinander, ohne zu wissen, wer der jeweils andere ist (Liebesglück). Tybalt, Julias Cousin, erkennt Romeo und informiert ihre Eltern; Romeo und Julia erfahren nun beide von Julias Amme die Wahrheit über ihre Identität (Der Ball 2), während Tybalt, der Julia ebenfalls heimlich liebt, gebrochen über sich nachdenkt (Ich bin schuldlos).
Nach dem Ball treffen sich die Liebenden an Julias Balkon, wo sie sich ihre Liebe gestehen (Der Balkon). Um ihre Liebe zu besiegeln, bittet Romeo später Pater Lorenzo, die beiden heimlich zu trauen, worin dieser einwilligt.
Am nächsten Morgen trifft Romeo sich mit Julias Amme, die zuvor in hitzige Diskussionen mit Mercutio und Benvolio verwickelt wird (Wir sind aus Fleisch und Blut). Er berichtet ihr, dass die Hochzeit feststeht; allein denkt sie über Julia und ihre Beziehung zu ihr nach (Und siehe da, sie liebt). Die Vermählung der beiden bildet das Ende des ersten Aktes (Liebe).
Akt 2
Am nächsten Tag treffen Mercutio und Benvolio auf Romeo und beschuldigen ihn, seine Familie und Freunde verraten zu haben (Habt ihr schon gehört). Tybalt kommt hinzu (Es wird Zeit) und fordert Romeo zum Duell, was dieser ablehnt; Mercutio nimmt die Herausforderung an (Das Duell). Er wird tödlich verwundet; Romeo, getrieben von Schuld, Rache und Heißblütigkeit, tötet seinerseits Tybalt (Mercutios Tod). Die Familien kommen hinzu und fordern in ihrer Trauer vom Fürsten Rache für die Getöteten (Die Rache). Der Fürst verbannt Romeo aus Verona. Julia erfährt alles von ihrer Amme und ist von der Liebe zu Romeo und Tybalt hin- und hergerissen. Romeo geht zu Pater Lorenzo, weil er sich von diesem Rat erhofft, doch auch dieser kann ihm nicht helfen (Die Verzweiflung).
Romeo und Julia verbringen ihre Hochzeitsnacht zusammen, bevor Romeo nach Mantua aufbricht (Der Gesang der Lerche). Nachdem er fort ist, wird Julia von ihren Eltern über die bevorstehende Hochzeit mit Paris informiert; als sie ablehnt, drohen sie ihr (Nicht lang). Lord Capulet sinniert über die Liebe zu seiner Tochter (Mein liebes Kind). In Mantua denkt Romeo pausenlos an Julia, während sie sich in ihrer Verzweiflung hilfesuchend an Pater Lorenzo wendet, der einen Plan entwickelt, der zu guter Letzt die Familien vereinen soll (Ohne sie).
Julia willigt zum Schein in die Pläne ihrer Eltern ein; in der Nacht nimmt sie jedoch einen Trank des Paters, der sie wie tot erscheinen lässt (Das Gift). Sie wird in der Familiengruft beigelegt, wo Romeo sie später finden soll (Verona II). Unglücklicherweise erreicht Romeo die Nachricht des Paters jedoch nicht. Er trifft nur auf Benvolio, der ihm, selbst gebrochen von den vergangenen Ereignissen, von Julias Tod berichtet (Wie sag ichs ihm).
Verzweifelt bricht Romeo in die Familiengruft der Capulets ein, um an der Seite seiner Geliebten zu sterben (Romeos Tod). Julia erwacht von ihrem Scheintod und sieht ihn tot neben sich liegen; sie nimmt seinen Dolch und tötet sich selbst (Julias Tod). Pater Lorenzo betritt die Gruft und beginnt bei diesem Anblick, an seinem Gottesglauben zu zweifeln (Warum). Schließlich kommen beide Familien an der Grabstätte zusammen und versöhnen sich (Schuldig).
Hinweis: Das Lied „Verona II“ wird nur in der deutschen Version gesungen. Die französische Version enthält zudem die Lieder „Pourquoi“ (Julia), „Le pouvoir“ (Fürst) und „Le poète“ (Julia, Poet; diese Rolle kommt in der deutschen Version nicht vor).

## Besetzung
| Rolle         | Paris              | Wien             |
| ------------- | ------------------ | ---------------- |
| Romeo         | Damien Sargue      | Lukas Perman     |
| Julia         | Cecilia Cara       | Marjan Shaki     |
| Mercutio      | Philippe D'Avilla  | Rasmus Borkowski |
| Tybalt        | Tom Ross           | Mark Seibert     |
| Benvolio      | Grégorie Baquet    | Mathias Edenborn |
| Lord Capulet  | Sébastian Chato    | Paul Vaes        |
| Lady Capulet  | Isabelle Ferron    | Annette Wimmer   |
| Lady Montague | Eléonore Beaulieu  | Zuzanna Maurery  |
| Pater Lorenzo | Jean-Claude Hadida | Charlie Serrano  |
| Der Fürst     | Frédéric Charter   | Boris Pfeifer    |
| Die Amme      | Réjane Perry       | Carin Filipčić   |
| Graf Paris    | Essai              | Thomas Mülner    |

In der original-französischen Version spielen zusätzlich Le Poète, La Muette und La Mort eine Rolle.

## Lieder
| Akt I                                                         | Original                                 | Akt II                                                    | Original               |
| ------------------------------------------------------------- | ---------------------------------------- | --------------------------------------------------------- | ---------------------- |
| Ouvertüre (Der Fürst)                                         | Ouverture                                | Habt ihr schon gehört (Romeo, Mercutio & Benvolio)        | On dit dans la rue     |
| Verona (Der Fürst)                                            | Vérone                                   | Es wird Zeit (Tybalt)                                     | C'est le jour          |
| Der Hass (Lady Capulet & Lady Montague)                       | La haine                                 | Das Duell (Mercutio, Tybalt & Romeo)                      | Le duel                |
| Einmal (Romeo & Julia)                                        | Un jour                                  | Mercutios Tod (Mercutio & Romeo)                          | Mort de Mercutio       |
| Der Heiratsantrag (Paris & Lord Capulet)                      | La demande en mariage                    | Die Rache (Lord Capulet, Lady Montague, Der Fürst, Romeo) | La vengeance           |
| Einmal (reprise) (Julia)                                      | -                                        | -                                                         | Le Pouvoir (Der Fürst) |
| Herrscher der Welt (Romeo, Benvolio & Mercutio)               | Les rois du monde                        | Die Verzweiflung (Die Amme & Pater Lorenzo)               | Duo de désepoir        |
| -                                                             | La folie (Mercutio, Benvolio & Romeo)    | Der Gesang der Lerche (Romeo und Julia)                   | Le chant de l'alouette |
| Die Angst (Romeo)                                             | J'ai peur                                | Nicht lang (Lord Capulet, Lady Capulet, Julia, Die Amme)  | Demain                 |
| Der Ball 1 (instrumental)                                     | Le bal                                   | Mein liebes Kind (Lord Capulet)                           | Avoir une fille        |
| Liebesglück (Romeo und Julia)                                 | L'amour heureux                          | -                                                         | Porquoi (Julia)        |
| Der Ball 2 (instrumental)                                     | Le bal 2                                 | Ohne sie (Romeo & Julia)                                  | Sans elle              |
| Ich bin schuldlos (Tybalt)                                    | C'est pas ma faute                       | Das Gift (Julia)                                          | Le poison              |
| -                                                             | Le Poète (Der Poet & Julia)              | Verona (reprise) (Der Fürst)                              | -                      |
| Der Balkon (Romeo und Julia)                                  | Le balcon                                | Wie sag ich's ihm (Benvolio)                              | Comment lui dire       |
| -                                                             | Par amour (Pater Lorenzo, Romeo & Julia) | Romeos Tod (Romeo)                                        | Mort de Roméo          |
| Wir sind aus Fleisch und Blut (Die Amme, Benvolio & Mercutio) | Les beaux, les laids                     | Julias Tod (Julia)                                        | La mort de Juliette    |
| Siehe da sie liebt (Die Amme)                                 | Et voila qu'elle aime                    | Warum (Pater Lorenzo)                                     | J'sais plus            |
| Liebe (Romeo & Julia)                                         | Aimer                                    | Schuldig (Die Montagues & Die Capulets)                   | Coupables              |

## Aufführungsorte
- Palais des Congrès, Paris (19. Januar 2001 bis 21. Dezember 2002)
- Théâtre St-Denis, Montreal (18. Juni 2002 bis 19. September 2002)
- Stadsschouwburg Theater, Antwerpen (22. September 2002 bis 16. März 2003)
- Piccadilly Theatre, London (5. November 2002 bis 8. Februar 2003)
- Budapest Operetta Theater, Budapest (seit 23. Januar 2004)
- Nieuwe Luxor Theater, Rotterdam (seit 27. Januar 2004)
- Moskauer Operetten Theater, Moskau (2004 bis 16. Juni 2006)
- Raimundtheater, Wien (24. Februar 2005 bis 8. Juli 2006)
- Palais des Congrès, Paris (2. Februar 2010 bis 4. April 2010)
- Thunerseespiele, Thun (8. Juli 2015 bis 22. August 2015)